# ZAC Gare-de-Rungis
La ZAC Gare de Rungis est une zone d'aménagement concerté située dans le 13e arrondissement de Paris. Elle est considérée comme le premier écoquartier parisien.

## Situation et accès
Elle est située sur le site de l'ancienne gare de la Glacière-Gentilly de la Petite Ceinture entre la place de Rungis, les rues Brillat-Savarin, des Peupliers (ancien lit de la Bièvre) et Longues-Raies,.

## Historique
La « ZAC Gare de Rungis » a été créée par délibération du Conseil municipal de Paris le 22 septembre 2003.
Elle est réalisée entre 2002 et 2014 par la SEMAPA, société d'économie mixte de la ville de Paris.
L'intervention de l'association Les Amis de l'EcoZAC de la place de Rungis a permis d'intégrer une ambition écologique dans le développement de ce qui est devenu le premier écoquartier de Paris. Il est achevé en février 2015 avec l'ouverture du jardin public de 5000 m2.
Par délibération du Conseil municipal de Paris des 4, 5 et 6 février 2019, la « ZAC Gare de Rungis » est supprimée.

## Équipements et logements
La ZAC comprend 3 pôles différents: un établissement pour personnes âgées, un pôle logement et un bâtiment de bureaux. Le pôle logement intègre des logements pour étudiants. A ces trois entités s'ajoutent un jardin public (Jardin Charles-Trenet) et une maison de quartier.
- Jardin Charles-Trenet

## Voies
Voies entièrement ou partiellement incluses dans la « ZAC Gare-de-Rungis »
- Rue Annie-Girardot[7],[8]
- Rue Augustin-Mouchot créée à la suite d'une proposition de l'association des Amis de l'EcoZAC, afin de rendre hommage à ce précurseur de l'énergie solaire.
- Jardin Charles-Trenet[9],[10]
- Rue Madeleine-Brès[7],[11]
- Place Pierre-Riboulet[12]

## Association
L'association « Les Amis de l'EcoZAC de la place de Rungis » était une organisation d'habitants et de militants qui a œuvré pour la promotion et le développement des écoquartiers, notamment en travaillant activement sur le projet de la ZAC Gare-de-Rungis. Après des premières réunions de concertation en 2003 sur le projet de la ZAC, cette organisation associative est fondée en mai 2005, sous l'impulsion de Philippe Bovet, un journaliste,. Outre le groupe fondateur, des parrains (Jean-Louis Étienne, Pierre Rabhi, Hubert Reeves…) et d'autres associations de protection de l'environnement soutiennent le travail de l'association, ainsi que le CLER, Les Amis de la Terre, négaWatt, Greenpeace,.... À l'époque, les membres de l'association observent une absence réelle d'intérêt pour les considérations environnementales dans le projet d'urbanisme de la ZAC du 13e arrondissement. Dans l'objectif de donner un cadre écologique et environnemental au projet de la ZAC, les membres de l'association font pression et proposent notamment la réduction de la consommation énergétique des bâtiments via une bonne isolation et la production locale d'électricité et de chaleur via des panneaux solaires thermiques et photovoltaïques. Afin d'informer et de mobiliser la population parisienne, des cafés-débat en soirée dans un café de la Place de Rungis, des tractages sont distribués sur les marchés du 13e arrondissement de Paris, des soirées d'informations au cinéma La Clef (5e arrondissement de Paris) avec le soutien du magazine La Revue durable ont été organisés. Une plateforme d'objectifs est rédigée, afin d'orienter les revendications de façon concrète. Parmi les actions les plus réussies, il y eut l'envoi de cartes postales à la Mairie du 13ème, cartes que les habitants pouvaient signer avec la mention 'Je rêve d'une EcoZac'.
En 2006, l'organisation associative reçoit le prix Eurosolar, prix européen de l'énergie solaire qui récompense les projets particulièrement prometteurs dans le domaine des énergies renouvelables. Elle est dissoute le 6 octobre 2011. Finalement, l'association a fait progresser le projet urbanistique dans le sens environnemental,,,.